# Air Sul
Air Sul (offiziell Air Sul - Transporte Aéreo Não Regular, SA) war eine auf dem Flughafen Lissabon beheimatete portugiesische Charterfluggesellschaft, die ihren Betrieb im Jahr 1992 eingestellt hat.

## Geschichte
Air Sul wurde im Jahr 1989 von Privatinvestoren in Lissabon gegründet. Mit einer von der britischen Britannia Airways gemieteten Boeing 737-200  erfolgte im Dezember 1989 die Betriebsaufnahme zunächst in die Schweiz und anschließend in andere westeuropäische Staaten, um portugiesische Gastarbeiter zum Weihnachtsfest in die Heimat zu fliegen. Nachdem Air Sul im Frühjahr 1990 langfristige Beförderungsverträge mit mehreren Reiseveranstaltern abschließen konnte, wurden zwei geleaste Boeing 737 auf touristischen Charterflügen eingesetzt. Überwiegend flog die Gesellschaft vom Flughafen  Faro nach Großbritannien und in die Niederlande. Zum Beginn der Sommersaison 1991 mietete das Unternehmen zwei zusätzliche Boeing 737-200 von der deutschen Fluggesellschaft Hapag-Lloyd. 
Air Sul geriet im Herbst 1991 in wirtschaftliche Schwierigkeiten, die im Januar 1992 zum Konkurs des Unternehmens führten.

## Flotte
- Boeing 737-200